# Угандийско-танзанийская война
Угандийско-танзанийская война (в танзанийской историографии известна как Кагерская война, в угандийской — Освободительная война 1979 года) — вооружённый конфликт между Угандой и Танзанией, произошедший в 1978—1979 годах. Танзании в ходе конфликта оказали поддержку силы угандийской оппозиции и Мозамбик, Уганде — Ливия и частично палестинские боевики из ООП. Результатом конфликта стала военная победа Танзании, свержение в Уганде режима Иди Амина и приход к власти ФНОУ.

## Предпосылки
25 января 1971 года, в результате очередного государственного переворота, всю полноту власти в Уганде захватил главнокомандующий вооружёнными силами Уганды Иди Амин. Амин быстро получил международную известность благодаря своим экстравагантным заявлениям. В то же время он установил в стране один из наиболее тоталитарных режимов в Африке. Находясь у власти, Амин развернул широкие репрессии. Среди физически уничтоженных были и армейские офицеры, и даже министры. Многим представителям политической элиты, включая свергнутого президента Милтона Оботе, удалось сбежать в соседнюю Танзанию. Это вызвало напряжённость в отношениях между двумя странами, особенно после того, как оппозиционеры неудачно попытались совершить военное вторжение в Уганду для свержения Амина.
Осенью 1978 года произошло восстание в угандийской армии. Вскоре восставшие укрепились в южных районах страны и начали получать помощь от эмигрантов в Танзании. Иди Амин использовал этот факт, чтобы обвинить Танзанию в агрессии. 1 ноября 1978 года угандийская армия вторглась на территорию соседней страны и быстро оккупировала район Кагера к западу от озера Виктория. Между двумя странами началась война.

## Ход войны

Карта боевых действий

Вооружённые силы Танзании были мобилизованы, что позволило увеличить их численность почти в четыре раза (с 40 до 150 тысяч человек). К ним примкнули группы угандийской оппозиции, объединившиеся в Национально-освободительную армию Уганды. После того, как угандийские войска были выбиты с территории Танзании (дек. 1978), президент страны Джулиус Ньерере принял решение продолжать боевые действия вплоть до свержения режима Иди Амина. В конфликт на стороне Уганды вмешалась Ливия (ливийского лидера Муаммара Каддафи сподвигли на это антиизраильские выступления Амина и то, что он был очень дружен с Иди Амином). В страну прибыли экспедиционные войска ВС ЛАД (ок. 3 тыс. человек). Несмотря на это, танзанийская армия продолжала продвигаться вглубь Уганды. 11 апреля 1979 года была взята столица страны Кампала, и война фактически завершилась.

## Последствия
11 апреля 1979 года Иди Амин бежал из Кампалы в Ливию, откуда в декабре 1979 года — в Саудовскую Аравию. Между вернувшимися в Уганду оппозиционными группировками началась борьба за власть, вылившаяся в гражданскую войну 1981—1986 годов.